# Vegyes csapat műugrás a 2019. évi nyári universiadén
A 2019. évi nyári universiadén a műugrás vegyes csapatversenyét július 8-án rendezték a nápolyi Mostra d’Oltremare kiállítási- és konferenciaközpont uszodájában.
A versenyszámot a kínaiak párosa, Csiao Csing-csing (Jiao Jingjing) és Huang Po-ven (Huang Bowen) nyerte, megelőzve a mexikóiakat és a dél-koreaiak csapatát.

## Versenynaptár
Az időpontok helyi idő szerint olvashatóak (GMT +01:00):
| Dátum                  | Időpont     | Forduló |
| ---------------------- | ----------- | ------- |
| 2019. július 8., hétfő | 14:15-15:50 | Döntő   |

## Eredmény
| #  | Versenyző                                                    | Ország                 | Pontok | Pontok | Pontok | Pontok | Pontok | Pontok | Pontok |
| #  | Versenyző                                                    | Ország                 | F1     | F2     | F3     | F4     | F5     | F6     | Össz.  |
| -- | ------------------------------------------------------------ | ---------------------- | ------ | ------ | ------ | ------ | ------ | ------ | ------ |
|    | Csiao Csing-csing (Jiao Jingjing) Huang Po-ven (Huang Bowen) | Kína (CHN)             | 45,00  | 47,00  | 66,00  | 86,40  | 59,20  | 78,20  | 381,80 |
|    | Alejandra Estrella Madrigal Adán Zúñiga Ornelas              | Mexikó (MEX)           | 52,80  | 78,00  | 72,00  | 76,00  | 44,00  | 36,00  | 358,80 |
|    | Csho Unbi (Cho Eun-bi) I Dzsekjong (Yi Jae-gyeong)           | Dél-Korea (KOR)        | 45,00  | 50,00  | 58,80  | 71,40  | 63,00  | 69,00  | 357,20 |
| 4  | Karina Skljar Alekszandr Belevcev                            | Oroszország (RUS)      | 50,00  | 63,00  | 66,30  | 43,40  | 71,40  | 41,00  | 335,10 |
| 5  | Daria Lenz Jacob Siler                                       | Egyesült Államok (USA) | 45,00  | 39,00  | 64,35  | 54,00  | 64,60  | 61,50  | 328,45 |
| 6  | Diana Selesztjuk Jevhenij Naumenko                           | Ukrajna (UKR)          | 47,00  | 45,00  | 59,20  | 58,90  | 75,20  | 36,00  | 321,30 |
| 7  | Elaena Dick Ethan Pitman                                     | Kanada (CAN)           | 39,00  | 45,00  | 44,55  | 61,50  | 52,80  | 60,80  | 303,65 |
| 8  | Emily Meaney Nicholas Jeffree                                | Ausztrália (AUS)       | 39,00  | 36,00  | 63,55  | 49,60  | 56,00  | 52,80  | 296,95 |
| 9  | Flavia Pallotta Antonio Volpe                                | Olaszország (ITA)      | 47,00  | 48,00  | 58,00  | 40,50  | 45,00  | 55,50  | 294,00 |
| 10 | Saskia Oettinghaus Alexander Lube                            | Németország (GER)      | 42,00  | 64,00  | 48,05  | 63,00  | 25,00P | 42,00  | 284,05 |
| 11 | Vakabajasi Jukiko Szujama Haruki                             | Japán (JPN)            | 42,00  | 25,00  | 60,90  | 45,90  | 47,60  | 54,25  | 275,65 |

_____
P = büntetés, az eredmény pontlevonás után